# Долење при Јелшанах
Долење при Јелшанах (словен. Dolenje pri Jelšanah, итал. Dolegne d’Elsane) је насељено место у општини Илирска Бистрица, Приморско-нотрањска регија, Словенија.

## Историја
До територијалне реорганизације у Словенији било је у саставу старе општине Илирска Бистрица.

## Становништво
У попису становништва из 2011. године, Долење при Јелшанах је имало 207 становника.
| Број становника према пописима | Број становника према пописима | Број становника према пописима |
| ------------------------------ | ------------------------------ | ------------------------------ |
| 1991                           | 2002                           | 2011                           |
| 216                            | 203                            | 207                            |

Напомена: До 1955. исказивано под именом Долење.